# Castanopsis pseudohystrix
Castanopsis pseudohystrix là một loài thực vật có hoa trong họ Fagaceae. Loài này được Phengklai mô tả khoa học đầu tiên năm 2004.